# Raghda Ezzeldin
Raghda Ezzeldin Aly (Egipte, 1992) és una analista financera i esportista egípcia. Llicenciada en matemàtiques i filosofia, des del 2013 treballa com a analista financera a l'Amiral Group. És coneguda per practicar el busseig lliure en profunditats extremes sense aparells per respirar, i ha trencat quatre vegades el rècord de manteniment sota l'aigua sense respirar. El 2016 va fundar Egypt Free Divers per tal de donar suport al seu país a tots aquells que volguessin practicar aquesta disciplina. El 2018 fou inclosa a la llista 100 Women BBC.